# Олов'яннинський район
Олов'я́ннинський район (рос. Оловяннинский район) — район у складі Забайкальського краю Російської Федерації.
Адміністративний центр — селище міського типу Олов'янна.

## Населення
Населення — 35228 осіб (2019; 43494 в 2010, 49426 у 2002).

## Адміністративний поділ
Район адміністративно поділяється на 4 міських та 15 сільських поселень:
| Поселення                          | Площа, км² | Населення, осіб (2002) | Населення, осіб (2010) | Населення, осіб (2019) | Центр          | Населені пункти |
| ---------------------------------- | ---------- | ---------------------- | ---------------------- | ---------------------- | -------------- | --------------- |
| Золоторіченське міське поселення   | 17,25      | 2033                   | 1442                   | 1007                   | Золоторіченськ | 1               |
| Калангуйське міське поселення      | 34,61      | 2800                   | 2112                   | 1545                   | Калангуй       | 1               |
| Олов'яннинське міське поселення    | 195,80     | 9033                   | 8650                   | 7474                   | Олов'янна      | 3               |
| Ясногорське міське поселення       | 93,10      | 9747                   | 8873                   | 6622                   | Ясногорськ     | 1               |
| Безрічнинське сільське поселення   | 316,80     | 1487                   | 679                    | 433                    | Безрічна       | 1               |
| Булумське сільське поселення       | 650,30     | 1063                   | 745                    | 567                    | Булум          | 2               |
| Бурулятуйське сільське поселення   | 264,90     | 971                    | 840                    | 661                    | Бурулятуй      | 3               |
| Довгокичинське сільське поселення  | 227,50     | 1034                   | 847                    | 664                    | Довгокича      | 3               |
| Єдиненське сільське поселення      | 492,50     | 1421                   | 1042                   | 791                    | Єдиненіє       | 5               |
| Мирнинське сільське поселення      | 255,40     | 1933                   | 1501                   | 1190                   | Мирна          | 2               |
| Ононське сільське поселення        | 173,70     | 946                    | 847                    | 726                    | Ононськ        | 3               |
| Степнинське сільське поселення     | 67,80      | 3038                   | 2753                   | 1616                   | Степ           | 1               |
| Тургинське сільське поселення      | 473,60     | 902                    | 694                    | 580                    | Турга          | 2               |
| Улан-Цацицьке сільське поселення   | 473,30     | 619                    | 462                    | 321                    | Улан-Цацик     | 1               |
| Улятуйське сільське поселення      | 1010,00    | 1600                   | 1194                   | 976                    | Улятуй         | 5               |
| Уртуйське сільське поселення       | 345,40     | 1091                   | 1000                   | 740                    | Уртуйський     | 2               |
| Хада-Булацьке сільське поселення   | 308,50     | 1496                   | 1460                   | 1171                   | Хада-Булак     | 2               |
| Хара-Биркинське сільське поселення | 390,70     | 696                    | 568                    | 383                    | Хара-Бирка     | 1               |
| Яснинське сільське поселення       | 295,62     | 7516                   | 7785                   | 7761                   | Ясна           | 1               |

2015 року було ліквідоване Арендинське сільське поселення, його територія увійшла до складу Улятуйського сільського поселення.

## Найбільші населені пункти
| №  | Населений пункт | Населення, осіб (2002) | Населення, осіб (2010) |
| -- | --------------- | ---------------------- | ---------------------- |
| 1  | Ясногорськ      | 9747                   | 8873                   |
| 2  | Олов'янна       | 8621                   | 8406                   |
| 3  | Ясна            | 7516                   | 7785                   |
| 4  | Степ            | 3038                   | 2753                   |
| 5  | Калангуй        | 2800                   | 2112                   |
| 6  | Хада-Булак      | 1496                   | 1460                   |
| 7  | Золоторіченськ  | 2033                   | 1442                   |
| 8  | Мирна           | 1740                   | 1367                   |
| 9  | Улятуй          | 1009                   | 795                    |
| 10 | Довгокича       | 1006                   | 782                    |